# Augustijnenklooster (Tienen)

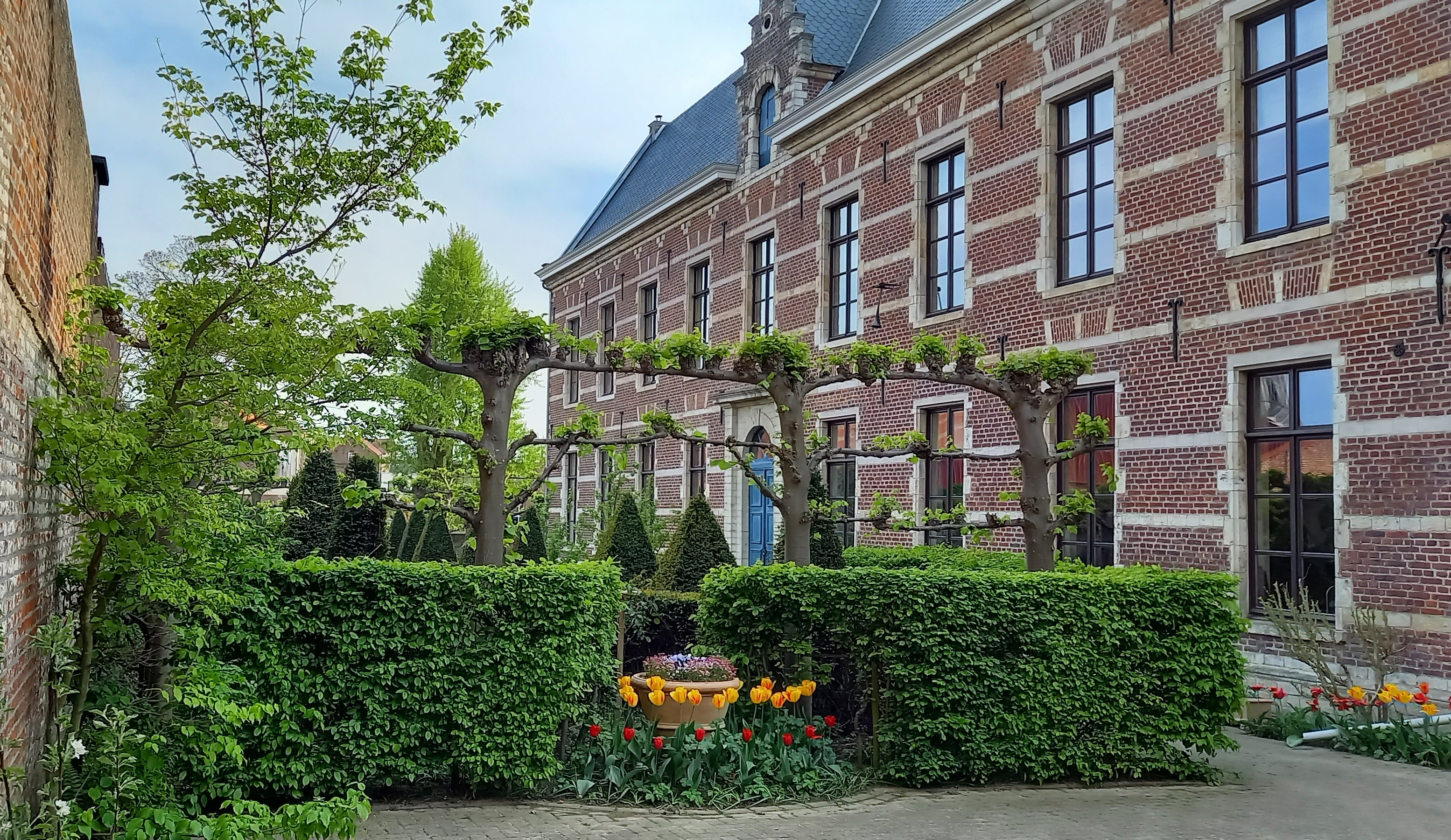
Priorij uit 1628

Het klooster van de Augustijnen in de Belgische stad Tienen is een voormalig klooster uit de 17e eeuw.

## Stichting

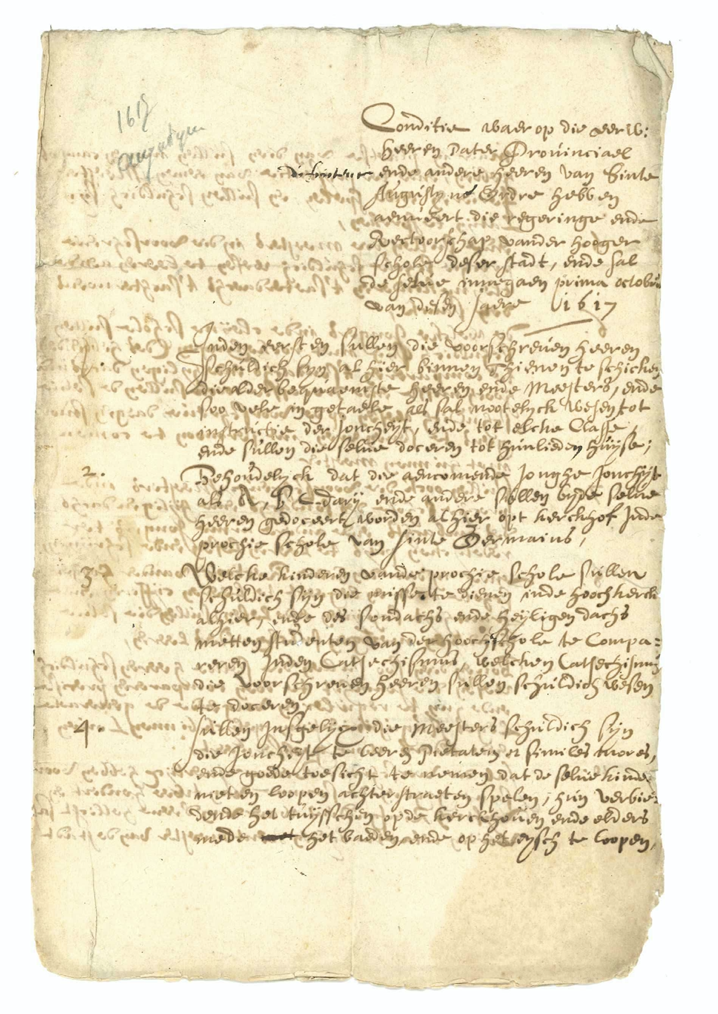
Stichtingsakte

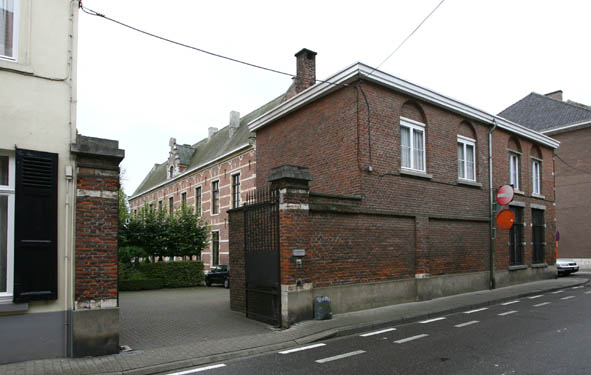
Zicht op de voormalige priorij en een deel van de tuin vanuit de Dr. J. Geensstraat

Het onderwijs werd tot aan de 17e eeuw vooral door de karmelieten aangeboden in de kapittelschool, maar in 1615 schreef de prelaat Nicolas de Tombeur dat de Tienenaren toch liever augustijnen als lesgevers verkozen. De Habsburgse veldheer Ambrosius Spinola steunde dit voorstel met een brief. De augustijnen vestigden zich tegenover de Sint-Barbarakapel. De augustijnen verwierven door schenking of aankoop een groot perceel tussen de Broekstraat, de Dr. J. Geensstraat, de Danebroekstraat en de Grote Markt. In 1610 werd de eerste steen gelegd van het klooster. In 1617 kregen zij toelating van de stad om les te geven.
De geestelijken beloofden zich te richten op “die alderbequaemstern heeren en meesters”, zo stelde het eerste artikel. In het vierde artikel namen de augustijnen zich voor om “pietatem et civiles mores” (godvruchtigheid en burgerlijke moraal) bij te brengen “ende goede toesicht te nemen dat kinderen nyet loopen achter straetenspelen, hun verbiedende het tuyscchen op de kerchhoven ende elders, mede het baeden ende op het eysh loopen.” De rector zou voor zijn werken jaarlijks 50 guldens ontvangen.
In datzelfde jaar verwierven de augustijnen de Sint-Barbarakapel. In de jaren nadien werd een aantal gebouwen afgebroken en in 1622 begon de bouw van een nieuw kloostercomplex: Monasterium Thenense. Over de priorij: “Hij bouwde een groot huis met een refectorium, keuken en gastenkamers.” Er zijn geen plannen overgebleven van het klooster.

## Onrust
Amper hadden de augustijnen hun intrek genomen in hun nieuwe gebouwen, of tienduizenden Franse en Nederlandse soldaten rukten op naar de stad. De Habsburgse Spanjaarden versterkten Tienen als de borstwering van de gebieden die zij elders in Vlaanderen en Brabant bezaten.
Op 8 juni 1635 stuurde de Prins van Oranje zijn ultimatum, waaraan de stad niet wilde voldoen. De Spaanse bevelhebber zelf was intussen de stad uit gevlucht, maar nu werden zelfs alle augustijnen opgevorderd en bewapend om de stadswallen te verdedigen. De prior van het klooster, Walterus Lipsius, oftewel Walter Gijps, nam op de stadsvesten het commando van zijn strijder-onderwijzers. “Men kan niet beschrijven in welke penibele situatie wij ons bevonden tijdens de vijftien dagen die voorafgingen aan het beleg,” schreef hij, “We hoorden over het naderen van de vijand en men riep steeds: Ze komen! Ze komen!” Tijdens het beleg werd een gedeelte van de pas voltooide kloostergebouwen verwoest, maar deze schade werd snel hersteld.
De augustijnen legden zich nadien toch opnieuw toe op het onderwijs, met invloedrijke alumni zoals de geschiedkundige Nicolaus de Tombeur, de jurist Hubert de Tombeur en de wijsgeer Joannes-Germanus Landeloos. Die laatste werd in de stad onthaald voor een erepenning, maar viel nadien van zijn paard en stierf. In 1702 werd de school gesloten ten bate van de Bogaeden, maar de augustijnen deden de stadsmagistraat een proces aan bij de raad van Brabant. De augustijnen mochten terug lesgeven. “Alsoo proces was gemoveert inden raede van Brabant by Eerw. Paater Vander Plancken.” In 1764 kende de Tienen hen de titel “bequame en geleerde meesters” toe.

## Recente geschiedenis
In de 18e eeuw kwam Tienen onder Oostenrijks bewind en het is in Tienen dat ook het verzet tegen de Oostenrijkers start en opnieuw speelt het klooster een rol.
“6 Oktober 1769: Nicolas Minsart studeert humane wetenschappen in het college van de augustijnen te Tienen als de brabantse revolutie losbarst. Hij verlaat de lessen rethorica om zich als vrijwilliger aan te sluiten bij de patriotten. Toont er zijn vastberaden karakter en verschalkt er tijdens een donkeer nacht een kannon na het piket van Oostenrijkse soldaten op de vlucht te hebben gejaagd.”
Het bevel in 1781 om de Tiense stadsmuren te slopen leidde tot de oprichting van het Vrijwilligerskorps der Patriotten geleid door de brouwer Jan Windelinckx. Nu logeerde de bevelhebber van de Oostenrijkse troepen in het klooster.
“Januari 1783: Tienen is florissante stad. Ze wordt weinig belast en profiteert ervan. Ze is goed gelegen voor graanhandel. Men vervaardigt er flanel en wol, maar te weinig om ze uit te voeren. Ze herbergt een zoutraffinaderij, een salpeter- en een zeepfabriek, en twaalf olieslagerijen.... Het bier is er sterk… De augustijnen onderwijzen er humane wetenschappen.”
Amper enkele jaren later zwaaiden de Fransen te plak. Alle kloosters, ook dat van de augustijnen, werden in 1796 gesloten. Napoleon zelf bezocht Tienen een aantal keren. Enkele kleine vondsten, waaronder een graffiti uit 1804, doen vermoeden dat zijn troepen opnieuw in het voormalige klooster logeerden.
Het klooster werd in 1798 als nationaal goed verkocht aan vermogende families, maar in 1822 brandde het grotendeels af. Ook de Sint-Barbarakapel en het logeerhuis verdwenen in 1825. In 1834 kwam de priorij in handen van Louis Verlat. De familie Verlat stichtte in 1850 de een fabriek voor de productie van aardappelbloem, die later uitgroeide tot de Tiense suikerfabriek. Nadien kwam het gebouw in het bezit van Dr. Jozef Geens, de stichter van het Tiense ziekenhuis.

## Overblijfselen
De priorij langs de Danebroekstraat is het overgebleven deel van het klooster. Het statige gebouw is opgetrokken uit een combinatie van gobertange (een zandsteen uit de streek) veldstenen en eik. De gobertangestenen, alle met de hand uitgehouwen, zijn wellicht met platbodems over de Grote Gete naar de stad vervoerd en op de werf zelf afgewerkt. Minstens zeventig ton van die natuursteen steekt in het gebouw. Voor het houtwerk - het dakgebinte, de moeder- en kinderbalken en de planken - werden minstens honderd dikke eiken gerooid, vervoerd, met de hand gezaagd en naar boven gehesen. Een klein miljoen veldstenen werden met de hand uit het Hagelands leem gevormd en gebakken.
Verder bleven ook de tuin en boomgaard, die zich uitstrekte tot de Broekstraat, deels bewaard. In de tuin bevindt zich een ginkgo (Japanse notenboom) uit de 18e eeuw die werd aangeplant in de kloostertuin. De tuin is sinds 1999 een beschermd stads- of dorpsgezicht en de ginkgo een beschermd monument.